# 日利诺农村居民点
日利诺农村居民点（俄语：Жилинское сельское поселение）是俄罗斯联邦沃罗涅日州罗索希区所属的一个农村居民点。其下辖有3个居民点，行政中心为日利诺。据2016年统计，该农村居民点的人口为1321人。